# 캐머런 브라이트
캐머런 브라이트(Cameron Bright, 1993년 1월 16일 ~ )는 캐나다의 배우이다.

## 출연 작품

### 영화
- 이클립스
- 나비효과 (2004)
- 갓센드 (2004)
- 탄생 (2004)
- 땡큐 포 스모킹 (2005)
- 러닝 스케어드 (2006)
- 울트라바이올렛 (2006)
- 엑스맨: 최후의 전쟁 (2006)
- 주노 (2007)
- 월드 인 (2009)
- 뉴문 (2009)
  - 이클립스 (2010)
  - 브레이킹 던 part 1 (2011)
  - 브레이킹 던 part 2 (2012)
- 걸 21 (2015)

### 텔레비전
- 다크 엔젤 (2002)
- 스타게이트 SG-1 (2005-06)
- The 4400 (2007)
- 모티브 (2013-14, 2016)